# Anna Schäffer
Anna Schäffer (Mindelstetten, 18 febbraio 1882 – Mindelstetten, 5 ottobre 1925) è stata una donna cattolica tedesca che, rimasta invalida a diciannove anni in seguito a un incidente sul lavoro, trascorse gli ultimi anni della sua vita in preghiera e povertà. Beatificata nel 1999 da Giovanni Paolo II, è stata proclamata santa da Benedetto XVI il 21 ottobre 2012.

## Biografia
Nacque il 18 febbraio 1882 a Mindelstetten, piccolo centro appartenente alla diocesi di Ratisbona, in Baviera, terzogenita degli otto figli di Michele Schäffer, falegname, e di Teresa Forster. Battezzata nel giorno della nascita, alunna diligente alle elementari, che allora duravano sette anni, era portata più alla pratica religiosa che ai giochi dei suoi coetanei. A undici anni, il 12 aprile 1893, fece la prima comunione e in quell'occasione scrisse, rivolgendosi a Gesù: "Voglio espiare e diventare un sacrificio per tutto il disonore e le offese contro di Te". In seguito sognò di entrare in un ordine religioso, ma le circostanze la costrinsero a rinunciare agli studi: nel 1896 il padre morì prematuramente e lei cominciò a lavorare per aiutare la famiglia.
Il 4 febbraio 1901, mentre si trovava al lavoro in una lavanderia, salita sul bordo di una vasca in cui bolliva la liscivia per il bucato, perse l'equilibrio e cadde all'interno, riportando gravissime ustioni agli arti inferiori. Dopo novanta giorni di degenza nell'ospedale di Kösching, non essendo riusciti i medici a risolvere la situazione, fu riportata a casa, dove, assistita dalla madre, sopportò per anni cure dolorosissime senza che le terapie mediche riuscissero a debellare le continue infezioni, finché subentrò la paralisi delle gambe. Il 4 ottobre 1910 ricevette le stigmate: scrisse che provava l'intenso dolore della Passione, che aumentava il giovedì, il venerdì, la domenica e nei giorni festivi. Nel 1925, anno in cui si era manifestato anche un tumore al colon, una caduta dal letto le provocò una lesione cerebrale, che danneggiò le sue facoltà orali e visive.
Nonostante questo calvario, Anna Schäffer accettava le sue sofferenze mutandole in gioiosa offerta per il bene del prossimo: considerata come una santa, veniva visitata ogni giorno da persone che le chiedevano consigli e preghiere. Il parroco del luogo riferì di non aver mai sentito una lamentela dalla giovane nei venticinque anni in cui l'aveva seguita. La sera del 5 ottobre 1925 la morte pose fine alle sue sofferenze, all'età di quarantatré anni. La sua tomba, nella chiesa parrocchiale di Mindelstetten, è visitata ogni anno da un numero crescente di pellegrini. Dal 1929, più di 15 000 miracoli sono stati attribuiti alla sua intercessione, dei quali 551 solo nel 1998.

## Beatificazione e canonizzazione
Il 17 marzo 1973 ebbe inizio il processo per la beatificazione presso la curia vescovile di Ratisbona. Il processo informativo diocesano terminò il 14 maggio 1977.
La Congregazione delle cause dei santi riconobbe le sue virtù eroiche e papa Giovanni Paolo II l'11 luglio 1995 promulgò il decreto che le riconosceva il titolo di venerabile.
Riconosciuta l'autenticità di alcuni miracoli attribuiti alla sua intercessione, fu beatificata il 7 marzo 1999 da papa Giovanni Paolo II; successivamente venne canonizzata in piazza San Pietro da papa Benedetto XVI il 21 ottobre 2012. La memoria liturgica ricorre il 5 ottobre, giorno della sua morte.

## I miracoli per la beatificazione e canonizzazione
Ai fini della beatificazione la Chiesa cattolica ha considerato miracolosa la guarigione di Franz Zwirchmaier, avvenuta in modo rapido, perfetto e duraturo dopo un gravissimo incidente stradale che gli aveva provocato un trauma cranico e un coma del grado più severo, dal quale i medici non si aspettavano potesse riprendersi. Ai fini della canonizzazione è stata giudicata miracolosa la guarigione di Christina Simon, affetta da cirrosi epatica complicata da ascite. L'evento è stato riconosciuto scientificamente inspiegabile dalla Consulta Medica.